# Писаревка (Одесская область)
Писаревка (укр. Писарівка) — село, относится к Кодымскому району Одесской области Украины.
Население по переписи 2001 года составляло 1677 человек. Почтовый индекс — 66031. Телефонный код — . Занимает площадь 3,52 км².

## Местный совет
66031, Одесская обл., Кодымский р-н, с. Писаревка